# Europäischer Fernwanderweg E1
Der Europäische Fernwanderweg E1 ist Teil des europäischen Wanderwegnetzes und verläuft vom Nordkap derzeit durchgehend bis ins Dorf Fortino im Süden Italiens. Ein weiterer, noch nicht mit dem Hauptweg verbundener Streckenabschnitt besteht auf Sizilien und führt zum südlichen Ende des E1, dem Capo Passero. Die Gesamtlänge beträgt 7114 Kilometer.

## Details
Mit der Verlängerung zum Nordkap im Sommer 2013 kamen 2.000 Kilometer an vorwiegend bereits vorhandenen Wanderwegen hinzu. Nur die letzten 350 Kilometer zwischen dem nordnorwegischen Kautokeino und dem Nordkap wurden ganz neu als Wanderweg ausgewiesen und markiert. Hütten sind auf dieser Strecke nur teilweise vorhanden, so dass sich dieser nördlichste Abschnitt am besten als Zelt- und Rucksacktour bewältigen lässt.
Die Markierung des E1 ist nicht einheitlich. Bis auf den deutschen Abschnitt werden überwiegend die landestypischen Markierungen von Fern- oder Bergwanderwegen genutzt. In Deutschland dient in weiten Teilen das weiße Andreaskreuz auf schwarzem Grund als Markierung. Zwischen Frankfurt und Pforzheim wurde diese ersetzt durch das grüne Andreaskreuz auf weißem Grund, dort entspricht er dem Hauptwanderweg 11 des Odenwaldklubs. Im Schwarzwald kommen die Markierungen der lokalen Wanderwege zur Anwendung. Die angestrebte einheitliche Markierung auf Basis der Europaflagge (von gelben Sternen gesäumtes E1 auf blauem Grund) wird nur in wenigen Regionen (teils ergänzend) genutzt.

## Verlauf

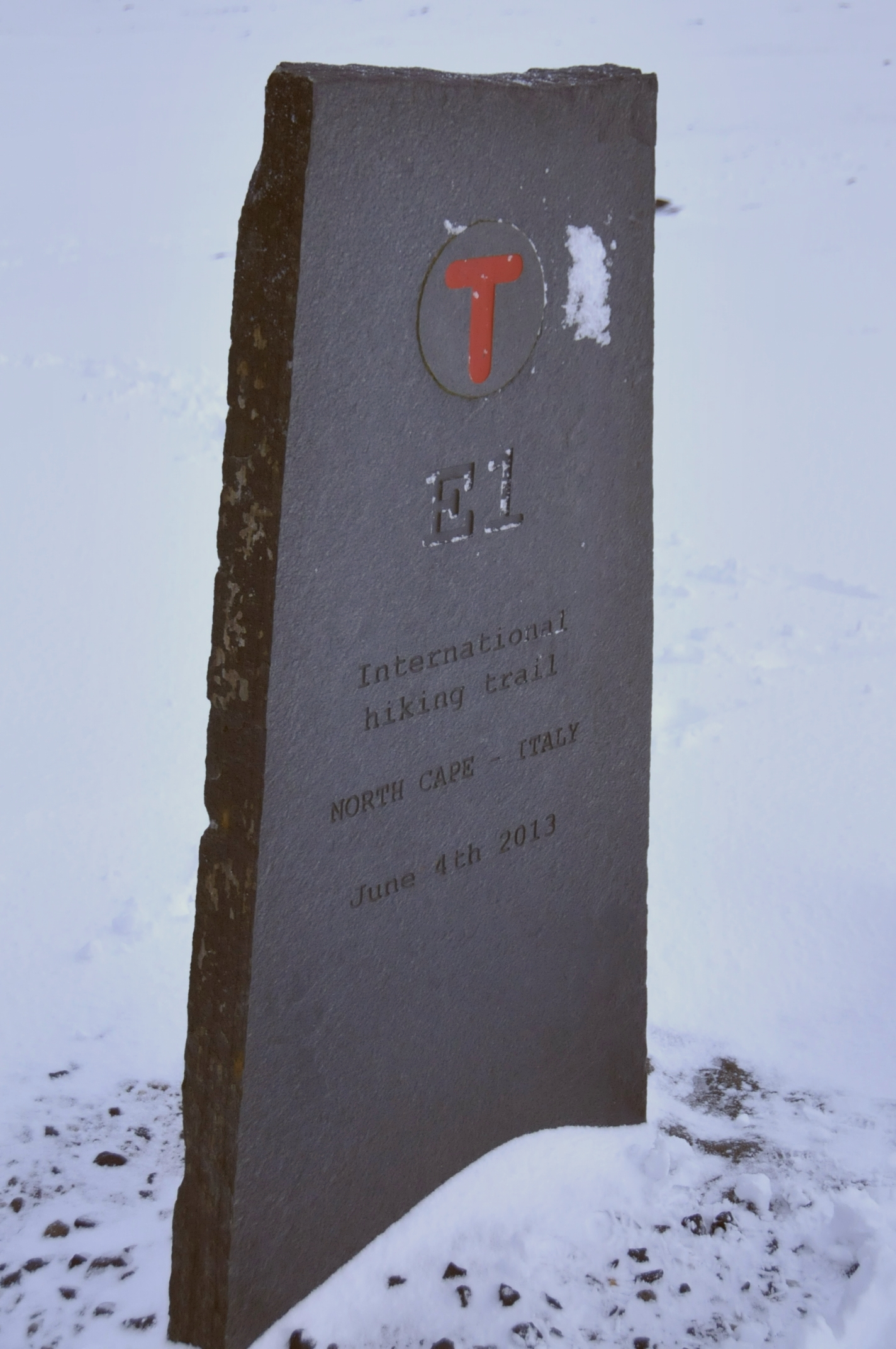
Startstein am Nordkap

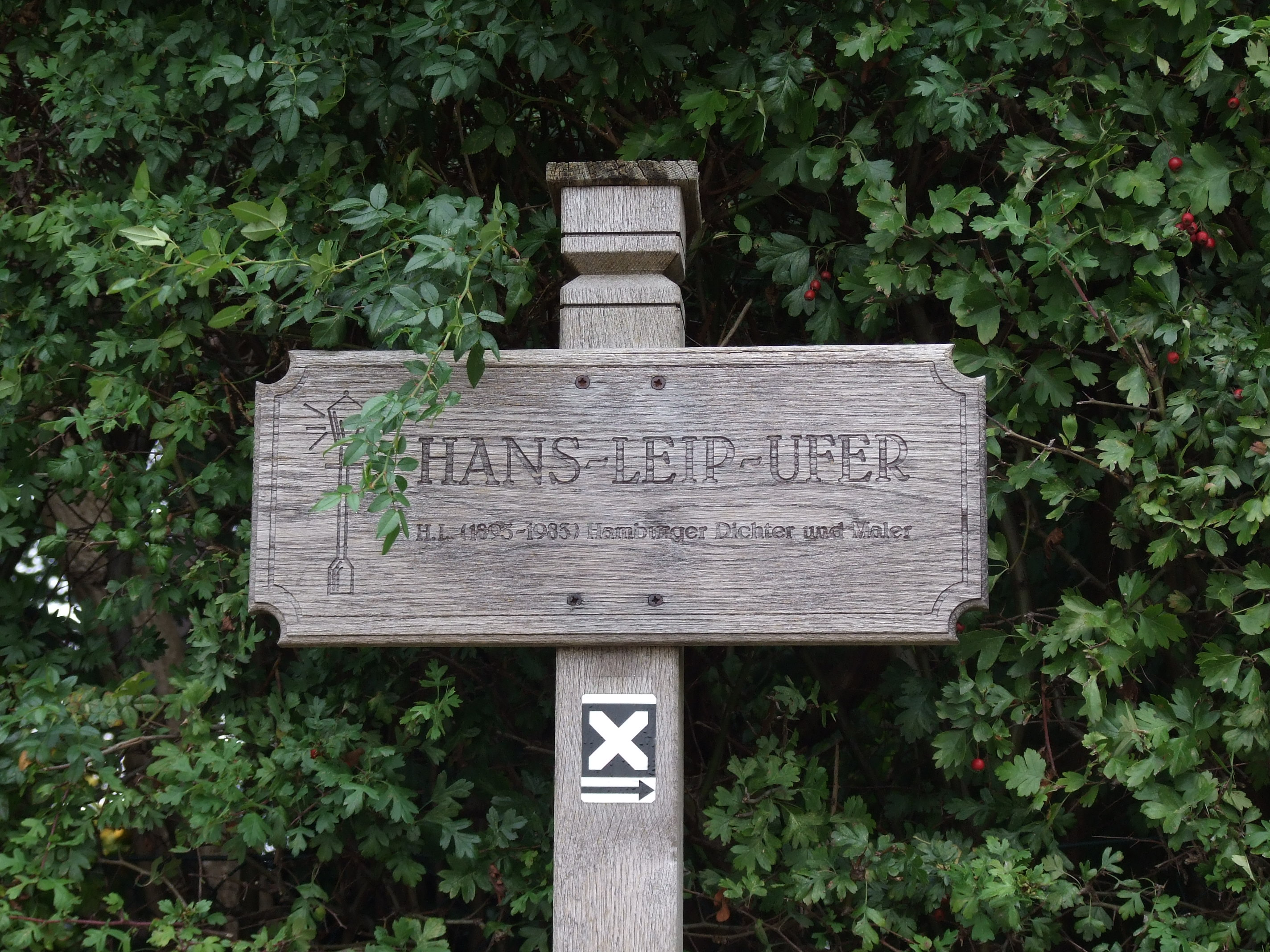
Der E1 am Hans-Leip-Ufer in Klein Flottbek

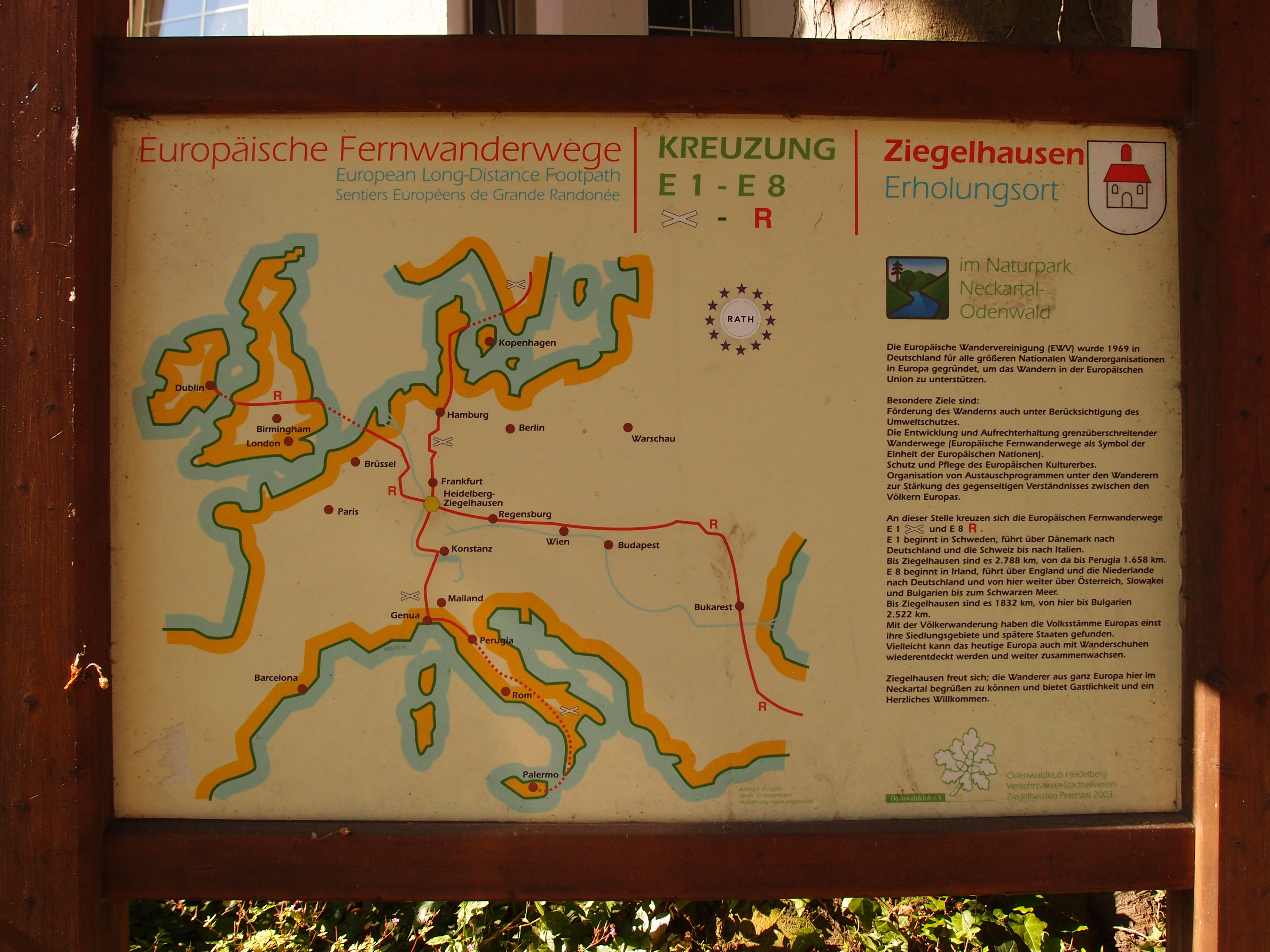
Kreuzung Fernwanderwege E1/E8

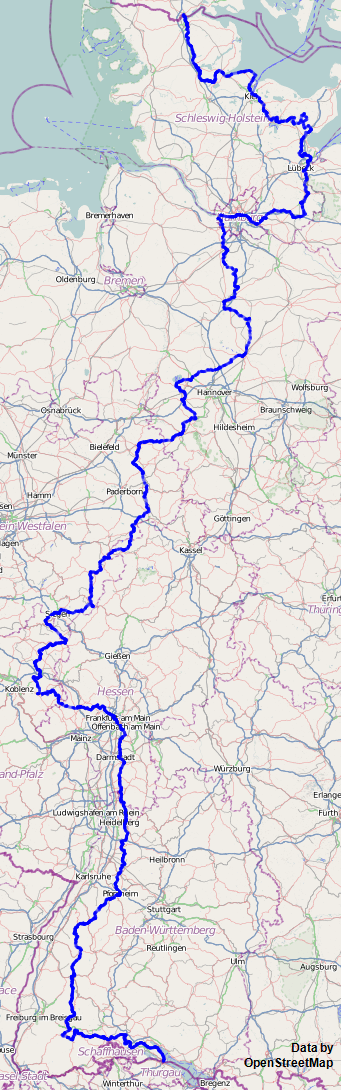
Die Strecke des E1 in Deutschland

### Skandinavische Halbinsel
Der Start erfolgt in der Finn- und Nordmark und folgt ab Kautokeino größtenteils dem Nordkalottleden. Die durchgehende Markierung setzt nach Durchquerung des Nordkaptunnels ein. Weiter geht es in die schwedischen Naturparks. Hier ist er nicht eigenständig gekennzeichnet, sondern verläuft entlang lokaler Wege. Von Norden: Kungsleden, Vasaloppsleden, Siljansleden, Lokalaleden, Sméleden, Bergslagsleden, Västra Vätterleden, Redvägsleden, Sjuhäradsleden, Knalleleden, Vildmarksleden, Bohusleden, Hallandsleden. Die Längen variieren zwischen 20 und 280 km. Ausbau und Kartenmaterial sind ebenso unterschiedlich.

### Dänemark
Über das jütische Festland wird Dänemark erreicht. Von Grenaa führt der Weg über Aarhus etwa westwärts bis Silkeborg, um sich anschließend südwärts nach Pattburg zu wenden. Nach ca. 375 km durch dieses Land wird die deutsche Grenze bei Krusau und Flensburg überschritten.

### Deutschland
In Mitteleuropa wird der Weg mit Flensburg – Genua, in Deutschland bisweilen auch (nicht ganz korrekt) Nordsee – Bodensee bezeichnet.
Von hier geht es in weiten Schleifen über Kiel, Lübeck durch Schleswig-Holstein nach Hamburg. Zwischen Schleswig und Hamburg-Blankenese verläuft die etwas kürzere, ebenfalls markierte Westvariante. Nach der Lüneburger Heide, Celle, Süntel und Hameln wird das Weserbergland erreicht.
Der Wanderweg führt nun durch das Lippische Bergland, den Teutoburger Wald, das Eggegebirge, das Sauerland, Wittgenstein, das Siegerland und den Westerwald, der bei Siegen beginnt. Anschließend wird die Lahn überquert und durch den Taunus – in dessen Gemeinde Glashütten wird der E3 gekreuzt – geht es über den Großen Feldberg nach Frankfurt am Main. Nach Frankfurt folgen wieder einige Flachetappen, bevor bei Darmstadt der Odenwald mit neuen Anstiegen und Ausblicken wartet. Nach der Überquerung des Neckars bei Heidelberg, wo der E8 gekreuzt wird, geht es weiter durch den Kraichgau nach Pforzheim, dem Tor zum Schwarzwald. Das Andreaskreuz wird hier durch die rote Raute des Westwegs ersetzt. Nach dem Titisee biegt der E1 zum Bodensee ab und verläuft bis dorthin auf der Strecke des Schwarzwald-Querweges Freiburg–Bodensee.
Nach ca. 1.900 Kilometern innerhalb Deutschlands wird die EU für eine ca. 310 km lange Strecke durch die Schweiz in Konstanz verlassen.

### Schweiz
In der Schweiz geht es auf dem Schwabenweg durch den Thurgau auf das Hörnli und von dort weiter über Rapperswil nach Einsiedeln. Über die Haggenegg erreicht man den Vierwaldstättersee. Von dort sind der Gotthardpass und das Tessin weitere Stationen auf dem Weg nach Italien. Als Besonderheit bleibt für den Weg in der Schweiz zu vermerken, dass hier eine besondere Markierung des E1 unterbleibt. Die Strecke wird jedoch in Wegbeschreibung und durch das ausgezeichnete System der Wanderwegkennzeichnung der Schweizer Wanderverbände sicher bis nach Italien geführt. Nach ca. 310 km endet der Schweizer Abschnitt südlich in Morcote.

### Italien
Durch die Poebene und den Ligurischen Apennin geht es in die Nähe von Genua, und von dort über den Apennin bis nach Fortino. Hier endet vorläufig die durchgehende Kennzeichnung des Weges.
Für die Zukunft ist die Weiterführung des E1 über den Apennin nach Süditalien mit Ende am Capo Passero auf Sizilien geplant. Auf Sizilien sind bereits 120 km ausgeschildert, weitere 140 km sollen folgen.